# Андріан Богдан
Андріан Іванович Богдан (рум. Andrian Bogdan; нар. 27 серпня 1976, Кишинів, МРСР) — молдовський футболіст, воротар, згодом —  тренер (тренер воротарів).

## Клубна кар'єра
На молодіжном рівні з 1994 по 1995 рік виступав у ФК «Ізвораш-67». З 1995 по 2000 рік захищав кольори молдовських клубів «Спуманте», «Зімбру» та «Конструкторул». У 2000 році виїхав до сусідньої Румунії, де виступав у клубах «Прогресул» (Бухарест), АЕК (Бухарест), «Полі АЕК» (Тімішоара) та «Рапід» (Бухарест). У 2005 році повернувся до Молдови, де захищав кольори клубу «Уніспорт-Авто».
У 2006 році перейшов до луганської «Зорі». За луганську команду дебютував 20 вересня 2006 року в програному (0:1) виїзному поєдинку 1/16 фіналу кубку України проти дніпродзержинської «Сталі». Андріан вийшов у стартовому складі та відіграв увесь поєдинок. У Прем'єр-лізі дебютував 24 вересня 2006 року в нічийному (2:2) виїзному поєдинку 8-го тупу проти луганської «Зорі». Богдан вийшов на поле в стартовому складі та відіграв увесь матч. Проте закріпитися в складі луганчан гравцю не вдалося. Зігравши 2 матчі в чемпіонаті України та 1 гру в кубку України залишив «Зорю».
У 2007 році виступав у клубі казахської Суперліги «Алмати», а в 2008 році — команді з вищого дивізіону чемпіонату Білорусі «Граніт» (Мікашевичі).

## Кар'єра в збірній
12 лютого 2003 року зіграв свій єдиний матч (2:2) у футболці національної збірної Молдови.

## Кар'єра тренера
Після завершення кар'єри гравця залишився в футболі й перейшов на тренерську роботу. У 2009—2012 роках працював тренером воротарів національної збірної молдови в тренерському штабі Гаврила Балінта. Паралельно з цим, у 2008—2013 років працював тренером воротарів у клубі «Академія» (Кишинів) (головний тренер — Ігор Добровольський). Будучи тренером воротарів команди, 30 березня 2013 року повернувся у великий футбол, на домашній поєдинок 24-го туру Національного дивізіону Молдови сезону 2012/13 років, в якому «Академія» переміг з рахунком 3:0, Богдану вдалося зберегти в недоторканості ворота власного клубу й успішно завершити поєдинок. 9 квітня він ввостаннє взяв участь у матчі свого клубу, як тренер воротарів, після чого залишив ФК «Академію».
З квітня до липня 2013 року працював тренером воротарів у клубі «Васлуй», у тренерському штабі Гаврила Балінта. З липня був другим тренером при Йоані Андоне у казахському клубі «Астана».

## Політична кар'єра
У травні 2014 року балотувався до парламенту Молдови під 24-им номером за списком політичної партії «Партія», яку очолював Ренато Усатий.

## Досягнення

### Як гравця
Конструкторул (Кишинів)
- Національний дивізіон Молдови
  -  Чемпіон (1): 1996/97
- Кубок Молдови
  -  Володар (1): 1999/00

Рапід (Бухарест)
- Ліга I
  -  Бронзовий призер (1): 2003/04

### Як тренера
ФК «Астана»
- Суперліга
  -  Срібний призер (1): 2013